# Kostel svatého Vavřince (Domašov)
Kostel svatého Vavřince je římskokatolický chrám v obci Domašov v okrese Brno-venkov. Je chráněn jako kulturní památka České republiky. Je farním kostelem domašovské farnosti.

## Historie
Původně pozdně románský až raně gotický kostel byl postaven před rokem 1255. Z této stavby se dodnes dochovalo pravoúhlé kněžiště a východní část obvodových zdí současné lodi, která byla tehdy plochostropá. Zřejmě v první polovině 16. století byla k severní straně presbytáře přistavěna sakristie a k jižní straně lodi hranolová věž. K zásadní přestavbě chrámu došlo v roce 1670, kdy byla zvýšena věž, samotný kostel byl zvětšen prodloužením lodi západním směrem, zaklenut valenou klenbou a upraven do raně barokní podoby. V roce 1879 dostala věž hodinové patro a roku 1908 byla k jižní straně kněžiště přistavěna nová sakristie s oratoří.